# 台北府城北門

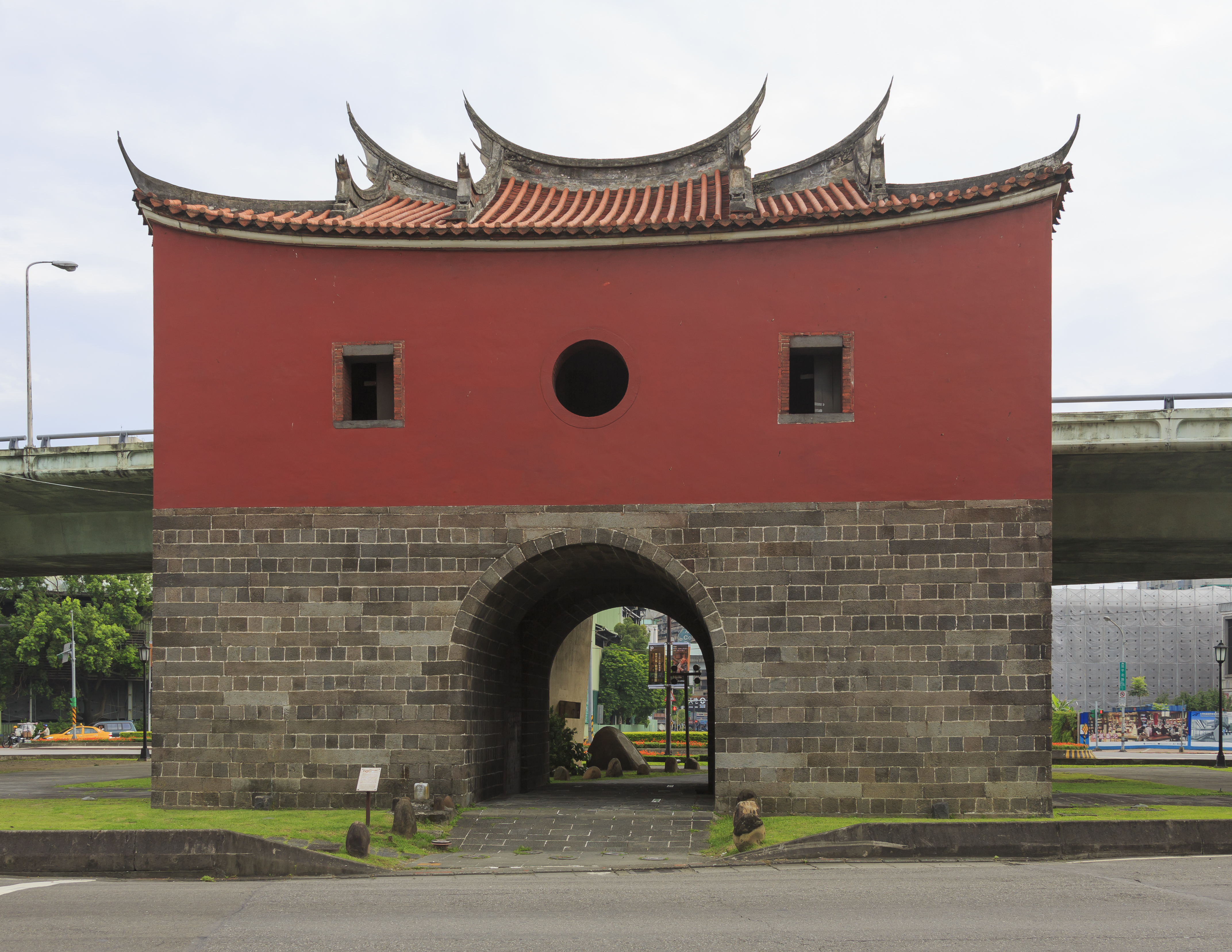
北門。南側より見た図。

台北府城北門（正式名称：承恩門）は、かつてあった台北府城の門のひとつ。台北市内中正区に現存する。台北城に5つあった門のうち、現役当時の姿をとどめる唯一の門である

。国の第一級古蹟として現存する他の門（小南門、東門、南門）とともに認定されている。呼称は資料によって揺れがあり、中華民国（台湾）の文化部文化資産局では史跡の登録名として台北府城門－北門（臺北府城門－北門）とし、また台北を扱う文脈上では単に北門などと表記される。2層構造になっており、下層部は通り抜け可能、上層の建屋内部は立ち入りできないようになっている。
北門は清朝の治下であった1882年に着工、1884年に城塞都市としての側面をもつ台北府城の北の門として完成した。ちなみにこの市壁は建前としては住民を守るためのものであったが、統治機関を守るためという主眼があったとされる。1895年に下関条約が締結され台湾が日本の統治下に入ると、台北府城の市壁は上下水道を整備するための資材として転用され、門だけが残ることとなった。1935年には史蹟名勝天然紀念物保存法で保護対象とされた。戦中戦後、台北府城と他の4つの門は撤去、あるいは改装され当初の姿を留めていない。北門も安定期の都市開発の流れの中で撤去されそうになったが文化財保護の観点から、1998年9月3日付け公示で史跡として保護されることとなった。
門の南側の開口部手前には足元に小さな構造物も現存している。これは日本統治時代に置かれた水準点である。
台北市長柯文哲が推進する「西区門戸計画（繁体字中国語: 西區門戶計畫）」により、2016年には敷地を跨いでいた忠孝橋（通称北門高架橋）が撤去され、翌2017年8月には北門広場が完成した。同年1月に供用された付近の台北行旅広場とともに、ユニバーシアードを控えた台北市のランドマークとしての風格を取り戻し、かつ周辺古蹟と一帯化した観光ベルト地帯での憩いの場となっている。

## ギャラリー
|                             |                    |      |
| 日本統治時代の水準点。      | 高架橋撤去前の北門 | 扁額 |
|                             |                    |      |
| 北門広場完成時（2017年8月） | 北門広場石碑       | 夜景 |